# Вилсенешть
Вилсенешть, Вилсенешті (рум. Vâlsănești) — село у повіті Арджеш в Румунії. Адміністративний центр комуни Мушетешть.
Село розташоване на відстані 132 км на північний захід від Бухареста, 36 км на північ від Пітешть, 122 км на північний схід від Крайови, 83 км на південний захід від Брашова.

## Населення
За даними перепису населення 2002 року у селі проживала 431 особа.
Національний склад населення села:
| Національність | Кількість осіб | Відсоток |
| -------------- | -------------- | -------- |
| румуни         | 422            | 97,9%    |
| цигани         | 9              | 2,1%     |

Рідною мовою назвали:
| Мова      | Кількість осіб | Відсоток |
| --------- | -------------- | -------- |
| румунська | 421            | 97,7%    |
| циганська | 10             | 2,3%     |